# Finlands Flygmuseums flyglitteraturdag

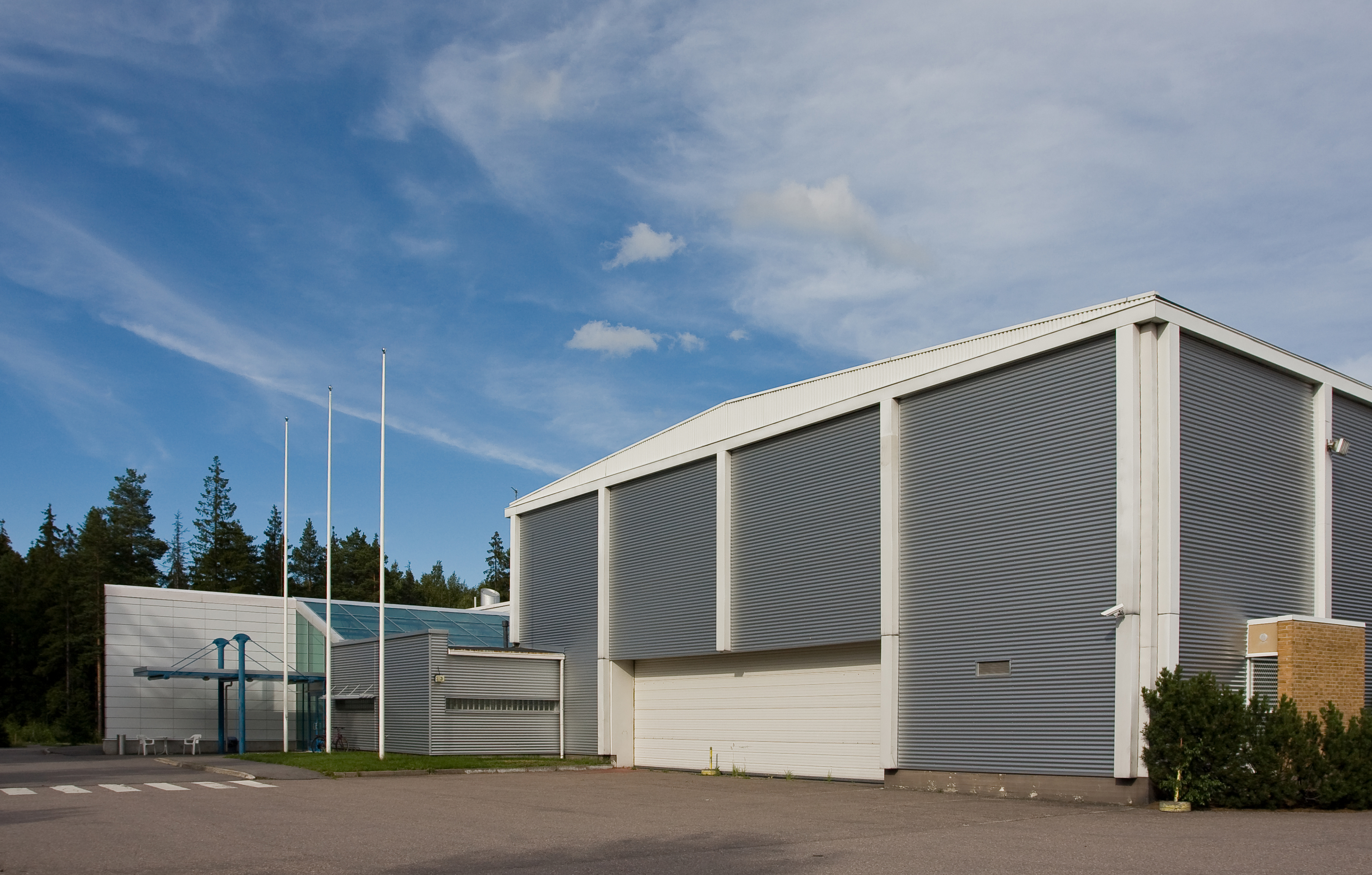
Finlands Flygmuseums huvudbyggnad.

Finlands Flygmuseums litteraturdag (finska: Suomen Ilmailumuseon kirjallisuuspäivä) eller Flyglitteraturens dag (finska: Ilmailukirjallisuuspäivä) är ett årligt evenemang som anordnas av Finlands flygmuseum i finska staden Vanda kring flyglitteratur och är det enda större mötet för flygentusiaster i Finland. Där sker försäljning, auktion och nya bokpresentationer av flyglitteratur.